# Benjamin Tucker
Benjamin Tucker (South Dartmouth, 17 de abril de 1854 — Mônaco, 22 de junho de 1939) foi, no século XIX, o principal defensor americano do anarquismo individualista e do anarquismo americano na época de um modo geral. Foi editor do periódico anarquista americano Liberty.

## Anarquismo
Tucker disse que se tornou anarquista aos 18 anos. A contribuição de Tucker para o anarquismo individualista americano foi tanto através de suas publicações quanto por seus próprios escritos. Tucker foi o primeiro a traduzir para o inglês O único e sua propriedade – o qual Tucker afirmou ser sua maior realização. Tucker também traduziu o livro Deus e o Estado de Mikhail Bakunin. No periódico anarquista Liberty, ele publicou  o trabalho original de Stephen Pearl Andrews, Joshua K. Ingalls, Lysander Spooner, Auberon Herbert, Victor Yarros e Lilian Harman, filha do anarquista de amor livre Moses Harman, assim como seus próprios escritos.
Ele também publicou o primeiro artigo original de George Bernard Shaw a aparecer nos Estados Unidos, e foi o primeiro americano a traduzir trechos de Friedrich Nietzsche. Em Liberty, Tucker filtrou e adaptou as teorias de pensadores europeus como Herbert Spencer e Pierre-Joseph Proudhon, as teorias econômicas e legais dos individualistas americanos Lysander Spooner, William B. Greene e Josiah Warren, e os escritos de livre pensamento e movimentos de amor livre em oposição a legislação baseada em religião e proibição de comportamento não-invasivo. Através dessas influências, Tucker produziu um rigoroso sistema filosófico ou individualista anarquista que ele chamou de anarquismo-socialista, argumentando que “[o] mais perfeito socialismo é possível apenas na condição do mais perfeito individualismo.”
De acordo com Frank Brooks, um historiador do anarquismo individualista americano, é fácil compreender mal a reivindicação de Tucker ao “socialismo”. Antes dos marxistas estabelecerem uma hegemonia sobre as definições de socialismo, “o termo socialismo era um conceito amplo”. Tucker, assim como a maioria dos escritores e leitores de Liberty, entendiam “socialismo” para se referir a uma ou mais das várias teorias que visavam resolver “o problema do trabalho” através de mudanças radicais na economia capitalista. Descrições de “o problema”, explicações de suas causas, e soluções propostas (por exemplo, abolição da propriedade privada, cooperativas, propriedade estatal, e assim por diante) variaram entre as diversas filosofias “socialistas”.